# Catedral de Nostra Senyora de Tortosa
La Catedral de Nostra Senyora de Tortosa (àrab: كاتدرائية طرطوس, Kātidrāʾiyya Ṭarṭūs) és una catedral romànica del segle xii, construïda pels croats a la ciutat siriana de Tartus, coneguda històricament com a Tortosa de Síria. Ha estat descrita pels historiadors com «l'estructura religiosa millor conservada de l'època de les croades».
Va ser construïda pels croats templers (primer sota el comandament del català Guillem II de Cerdanya i després d'Alfons Jordà) l'any 1123 per a santificar el lloc de pelegrinatge romà d'Orient del Santuari de la Mare de Déu, el qual, segons la tradició, va ser dedicat a Sant Pere. Una capella dedicada a la Mare de Déu probablement va existir al mateix lloc des del segle iv.
La catedral va funcionar com a fortalesa i església, i de fet tenia torres envoltant l'estructura, dues de les quals han sobreviscut fins avui en dia. La façana de l'església, d'estil romànic, té cinc finestres d'arc molt per sobre del nivell del sòl, rodejant una porta central. Un cop dins, però, l'estructura s'assembla més a la d'una església, amb elegants arcs, columnes i un sostre de volta.
Com a església fortificada, els croats foren capaços de mantenir-la fins i tot quan Tortosa fou ocupada per Saladí l'any 1188. Després de la caiguda de Jerusalem el 1187, Nostra Senyora de Tortosa va convertir-se en un lloc sagrat important al Llevant i els bisbes de Tortosa podien viure de les donacions i contribucions per a la construcció i el manteniment de la catedral. El 1202 la regió fou colpejada per un fort terratrèmol per la qual cosa és probable que la catedral fos reparada. En aquesta església fou assassinat el comte Ramon IV de Trípoli, príncep d'Antioquia (1201-1216) pels ismaïlites; en revenja Bohemon IV d'Antioquia, pare del comte, va fer una expedició a la fortalesa de Khabawi.
L'Orde del Temple va seguir usant l'església com a caserna fins al 3 d'agost de 1291, després de la Caiguda d'Acre, quan també va ser presa pels mamelucs. La catedral fou el darrer bastió croat a Terra Santa i només la petita illa d'Arwad, prop de Tortosa, va poder ser mantinguda pels croats fins al 1302. Un cop capturada, l'església va ser convertida en mesquita. Més tard, sota l'Imperi Otomà, Tartus va perdre importància demogràfica i l'església fou utilitzada com a magatzem. L'església ha estat recentment renovada i en l'actualitat és la seu del Museu Nacional de Tartus.